# 이븐 캄무나
이븐 캄무나(Ibn Kammuna, 1215년 ~ 1284년)는 13세기의 유대인 의사이자 철학자이다. 그의 주요 저서는 3개의 아랍 종교의 비교 논문으로, 여기에는 이슬람교의 비평적 평가와 이븐 시나와 수라와디의 주석이 포함되어 있다.
유일신의 종교인 기독교, 유대교, 이슬람교의 비교 논문의 제목은 《세 믿음에 대한 고찰》(Examination of the Three Faiths)이다.

## 참고 자료
- Pourjavady, Reza; Schmidtke, Sabine (2006).  Pourjavady, Reza; Schmidtke, Sabine, 편집. 《A Jewish philosopher of Baghdad: 'Izz al-Dawla Ibn Kammūna (d. 683/1284) and his writings》. BRILL. ISBN 978-90-04-15139-0. 2011년 6월 12일에 확인함.